# トリフェニルメタノール
トリフェニルメタノール (英語:Triphenylmethanol）あるいはトリフェニルカルビノール（英語:triphenylcarbinol）、略称:TrOH)はフェニル基をもつ有機化合物の一種である。白色結晶で水および石油エーテルに不溶だが、エタノール、ジエチルエーテル、ベンゼンには可溶である。強酸性条件下ではトリチル(trityl)カルボカチオンを生成するため黄色に発色する。この化合物の多くの誘導体が染料に用いられている。

## 歴史
ドイツの化学者であるアウグスト・ケクレと彼の教え子だったベルギー人のアントワーヌ・ポール・ニコラス・フランシモン(Antoine Paul Nicolas Franchimont,1844–1919)が1872年に初めてトリフェニルメタンを合成した後に、博士課程の学生だったロシア人のワレリウス・ヘミリアン(Walerius Hemilian,1851–1914)が1874年にトリフェニルメタンを酸化させるのと同様にトリフェニルメチル臭化物と水を反応させてトリフェニルメタノールを合成した。

## 構造と性質
トリフェニルメタノールは真ん中の四面体型炭素に結合する3つのベンゼン環とアルコール性ヒドロキシ基を含んでいる。3つのC–Ph結合は典型的なsp3-sp2炭素-炭素結合で、結合長はおよそ1.47 Å、C–O結合の長さはおよそ1.42 Åである。
隣接する3つのフェニル基の存在によって立体障害が大きくなり、アルコールの反応性が制御される。例えば塩化アセチルと反応するとエステルではなくトリフェニルメチル塩化物を与える。
Ph3COH  +  MeCOCl   →   Ph3CCl  +  MeCO2H
3つのフェニル基は立体保護にも利用できる。過酸化水素との反応では安定な過酸化物Ph3COOHを与える

### 酸塩基反応の性質
メタノールの誘導体であるトリフェニルメタノールはpKaが16-19であると期待されている。典型的なアルコールのようにヒドロキシ基が飽和した炭素原子に結合しているため共鳴によって共役塩基が安定化されない。溶媒によるアニオンの安定化は立体障害によって無効化されている。
一方、トリフェニルメタノールの塩基性は共鳴によって炭素-酸素結合が開裂し、安定化したカルボカチオンの生成によって高められている。強酸性条件下における酸素原子のプロトン化によってトリフェニルメタノールは水分子を失い、トリフェニルメチル（トリチル）カチオンを生成する。トリチルカチオンは水とすみやかに反応するものの単離しやすいカルボカチオンの一つである。

## 合成
トリフェニルメタノールの合成法は、安息香酸メチルかベンゾフェノンと臭化フェニルマグネシウムをグリニャール反応（英語版）させる方法が研究室レベルでは一般的である。他の出発物質としては炭酸ジエチルなどがある。

## 応用法
産業的な重要性は乏しいが、トリフェニルメタノールは研究室では重要な反応剤である。トリフェニルメタノールの置換誘導体は商業的に幅広く用いられるトリアリルメタン染料の中間体として有用である。